# ガイ・アスリン
ガイ・イーガル・アスリン（Gai Yigaal Assulin, ヘブライ語: גיא יגאל אסולין, 1991年4月9日 - ）は、イスラエル出身のサッカー選手。ポジションはフォワード。

## クラブ経歴
イスラエルのナハリヤで生まれ、ハポエル・ハイファFCで7歳のときにサッカーキャリアをスタートさせた。2003年の夏、12歳でFCバルセロナ入団を目指してアンドラへと移住、すぐに下部組織との契約を果たし家族と共にバルセロナへと移り住む。言葉の壁はあったものの、持ち前のサッカーセンスを武器にチームへと溶け込み徐々に上のカテゴリーへと進み、2007年8月にFCバルセロナBに昇格した。
ジョゼップ・グアルディオラ監督が就任した2007-08シーズンは22試合で10得点を記録し、セグンダ・ディビシオンB（3部）昇格を果たした。翌シーズンは負傷の影響から目立った活躍をすることはできなかった。
2009年夏のプレシーズンはグアルディオラ監督率いるトップチームに帯同し、10月28日にコパ・デル・レイのクルトゥラル・レオネサ戦でエリック・アビダルとの交代で途中出場しトップチームデビューを果たした。12月29日にビクトール・バスケス、ティアゴ・アルカンタラ、ジョナタン・ドス・サントスとともにトップチームに招集された。2009-10シーズンのリーグ戦を2位で終え、昇格プレーオフを勝ち抜いてセグンダ・ディビシオン（2部）昇格を決めた。
2010年7月1日、バルセロナとの契約が双方の合意のもと更新しないことが発表された。クラブからは3年の契約延長をオファーされたが、Bチーム所属としての契約である事や、当時Bチームの監督であったルイス・エンリケとうまくいってなかった事からオファーを断った。
12月13日、マンチェスター・シティFCと2年半契約を結んだ。リザーブチームやローン移籍で1年半過ごした後に、契約解除となる。
2012年7月、前シーズンでセグンダ（スペイン2部リーグ）に降格が決まっていたラシン・サンタンデールと、1年契約でサインした。監督は計8年間バルセロナでGKコーチをしていたファン・カルロス・ウンスエである。
2013年7月、グラナダCFへ移籍。
しかし、最初のシーズンはエルクレスCFへローン移籍した。

## 代表経歴
2008年3月20日イスラエルA代表に初選出され、3月26日行われたチリ代表との親善試合に出場した。

## 人物
その経歴や、同ポジションで共にドリブラーである事から「メッシ2世」と称された。実際には同じドリブラーではあるがドリブルのスタイルは違う。2009年7月16日にスペイン国籍を取得。また、下部組織で同僚だったチアゴ・アルカンタラはアスリンを別格の選手だったと語っている。